# حكمت عبد الله البزاز
حكمت عبد الله البزاز (ولد في الموصل عام 1932 وتوفي 23 أغسطس 2016) سياسي ووزير عراقي سابق. أكمل دراسته الابتدائية والثانوية في الموصل. حصل على شهادة البكالوريوس لغة إنجليزية عام 1957 , ثم شهادة الماجستير في التربية (الإشراف التربوي) عام 1996 .
تولى منصب وزير التربية في العراق بين عامي 1991 - 1995 في حكومة الدكتور سعدون حمادي بعد عبد القادر عز الدين (1981-1991)، وألف العديد من البحوث والكتب، وقد صدر آخر كتاب له بعنوان (العولمة الأمريكية والتربية العربية) عن دار جليس الزمان في عمان عام 2010 .

## الوظائف التي شغلها
عمل مدرسا في المدارس الثانوية ثم مديرت بين عامي 1957 و 1969. ثم عمل مدير قسم البحوث التربوية والتوثيق والدراسات للفترة 1969 – 1974، ثم مدير مكتب الشؤون التربوية عام 1974، ثم مديرا عاما للإشراف التربوي بين 1975 – 1978. شغل منصب وكيل وزارة التربية للشؤون الفنية للفترة 1978 – 1979.
عين بمنصب مستشار أول في مكتب التربية العربي لدول الخليج في الرياض للفترة 1988 – 1990.
شغل منصب وزير التربية 1991 – 1995، ثم عين مستشارا في دائرة خدمة الاحتياط 1998 – 2003.
ساهم في التدريس والإشراف على بعض طلبة الدراسات العليا وناقش العديد من أطروحات الماجستير والدكتوراه في العلوم التربوية، وحصل على الأستاذية في التربية، كما حصل على جائزة بيت الحكمة في مجال الدراسات الاجتماعية.
توفي في عمان يوم 23 آب 2016.

## بعض بحوث الأستاذ حكمت البزاز الفردية والمشتركة
1. تقييم التفتيش الابتدائي في العراق (أطروحة الماجستير).
2. التسرب في التعليم الابتدائي.
3. إدارة المدرسة الابتدائية (تحليل وتقويم).
4. الرسوب في التعليم الابتدائي.
5. تقييم الوسائل التعليمية في المرحلة الابتدائية.
6. التربية الاشتراكية (بثلاث طبعات).[1]
7. الإدارة والإشراف التربوي.
8. مبادئ التربية
9. التربية والعمل.
10. تقويم برامج تدريب المعلمين.
11. الرسوب في الصف الخامس الابتدائي في اللغة الإنجليزية والرياضيات.
12. اتجاهات حديثة في إعداد المعلمين.
13. واقع تدريس اللغة الإنجليزية في دول الخليج العربي.
14. ملامح التربية والتعليم في العراق في القرن الحادي والعشرين.
15. دراسة تحليلية لبعض العوامل المؤثرة في تكوين النظام التربوي في العراق.
16. اتجاهات في الإشراف التربوي.
17. العولمة والتربية.
18. أحاديث في التربية والتعليم.
19. وجهات نظر تربوية.
20. مدخل إلى التربية.
21. ميثاق أخلاقي للعاملين في مهنة التعليم.
22. العولمة الأمريكية والتربية العربية.[2]